# Miguel Carlos Castillo
Miguel Ángel Carlos Castillo (* Cajatambo, Perú, 22 de abril de 1961 - ), es un abogado y  político peruano, exalcalde de la Provincia de Cajatambo. 

## Biografía
Miguel Carlos realizó sus estudios primarios en la Escuela Primaria Mixta N° 20001 de Cajatambo, y los secundarios en el Colegio Paulino Fuentes Castro. Estudió Derecho en la Universidad San Martín de Porres, también ha hecho estudios sobre Gerencia Social.
Trabajó como panadero en la Pastelería Rovegno, desde junio de 1981 hasta octubre de 1985.  
Crea el Movimiento Independiente Frente Popular Anticorrupción, iniciando su participación política como alcalde del Concejo Provincial de Cajatambo, para el período 2003-2006, luego es reelecto, como representante de la Coordinadora Nacional de Independientes, para el período 2007-2010. En las elecciones regionales y municipales del Perú de 2010 postula nuevamente al cargo de  Alcalde de Cajatambo, por el Movimiento Concertación para el Desarrollo Regional, siendo reelegido.